# قرار مجلس الأمن التابع للأمم المتحدة رقم 693
قرار مجلس الأمن التابع للأمم المتحدة رقم 693، المؤرخ في 20 مايو 1991، أشار إلى بعثة مراقبي الأمم المتحدة في السلفادور للتحقق من امتثال حكومة السلفادور التي يقودها الجيش وميليشيا فارابوندو مارتي التابعة لجبهة التحرير الوطنية لحقوق الإنسان وفقًا لاتفاق الطرفين الموقع في سان خوسيه عام 1990.
أنشأ المجلس البعثة لفترة أولية مدتها اثني عشر شهرًا، ودعا كلا الطرفين إلى مواصلة عملية المفاوضات للمساعدة في إنهاء الحرب الأهلية في السلفادور والتعاون أيضًا مع الأمين العام خافيير بيريز دي كوييار وممثله.
وبحسب بطرس بطرس غالي، الأمين العام للأمم المتحدة في الفترة من 1992 إلى 1997، فإن البعثة في السلفادور كانت «أول بعثة دولية تقوم بالتحقق داخل دولة ذات سيادة عضو في الأمم المتحدة، قبل اتفاق وقف إطلاق النار».

## روابط خارجية
- نص القرار في undocs.org